# بيت الوائلي (الشعر)

تعديل مصدري - تعديل

بيت الوائلي هي إحدى قرى عزلة المفتاح بمديرية الشعر التابعة لمحافظة إب، بلغ تعداد سكانها 173 نسمة حسب تعداد اليمن لعام 2004.